# Chuột nhà châu Á
Chuột nhà hay chuột nhà châu Á, chuột nhà phương Đông, chuột Tanezumi (danh pháp hai phần: Rattus tanezumi) là một loài động vật có vú trong họ Chuột, bộ Gặm nhấm. Loài này được Temminck mô tả năm 1844.
Cả phạm vi phân bố địa lý bản địa và nhập nội của loài phổ biến rộng này vẫn chưa thật sự rõ ràng.Tuy nhiên, một vài học giả như Musser và Carleton (2005) cho rằng phạm vi phân bố bản địa của loài là từ đông Afghanistan (Niethammer và Martens 1975) qua trung và nam Nepal (ở độ cao dưới 2.000 m trên mực nước biển), Bhutan, bắc Ấn Độ, bắc Bangladesh và đông bắc Ấn Độ (quan hệ phân bố của R. rattus và R. tanezumi dọc theo phần phía bắc tiểu lục địa Ấn Độ vẫn chưa rõ ràng) tới nam và trung Trung Quốc (bao gồm cả đảo Hải Nam), bán đảo Triều Tiên, và Đông Nam Á đại lục (bao gồm cả các đảo ven bờ) về phía nam tới eo đất Kra, và có lẽ cũng là bản địa của quần đảo Mergui. Musser và Carleton (2005) cũng cho rằng hiện tại chưa rõ nó là loài bản địa hay nhập nội tại Đài Loan và Nhật Bản, nhưng khá chắc chắn là loài nhập nội tại bán đảo Mã Lai và các đảo trên thềm lục địa Sunda cùng các quần đảo cận kề, bao gồm cả quần đảo Mentawai (Musser và Califia 1982; Musser và Newcomb 1983). Nó được du nhập vào quần đảo Andaman và Nicobar. Nó cũng du nhập vào Philippines (Heaney và ctv. 1998; Musser và Carleton 2005; Larry Heaney - trao đổi cá nhân). Nó dường như đã được du nhập rộng khắp vào các đảo ở miền nam và đông nam Đông Nam Á, bao gồm các quần đảo Sunda Lớn và Nhỏ, quần đảo Molucca, tới Tây New Guinea (Flannery 1995), và từ đây tới Micronesia và các đảo Eniwetok cùng Fiji (Musser và Carleton 2005).
Loài thích ứng cao này được tìm thấy khá phổ biến trong và xung quanh các làng mạc và các khu đất nông nghiệp. Tại Philippines nó cũng phổ biến trong các khu rừng bị tác động từ hoạt động của con người tại vùng đất thấp và miền núi có độ cao tới 1.800 m (Danielsen và ctv. 1994; Heaney và ctv. 1989).